# Karl Haushofer

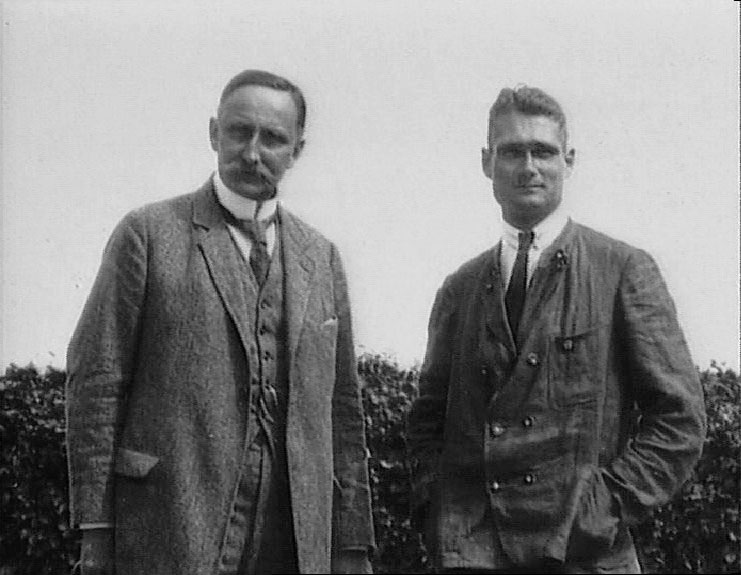
Haushofer (links) und Rudolf Heß, um 1920

Karl Ernst Haushofer (* 27. August 1869 in München; † 10. März 1946 auf dem Hartschimmel-Hof bei Pähl am Ammersee) war ein deutscher Offizier, Geograph und bekannter Vertreter der Geopolitik.

## Leben und Schritte der Berufsentwicklung
Karl Haushofer war der älteste Sohn des Münchener Professors für Nationalökonomie Max Haushofer Jr. (1840–1907) und seiner Frau Adele Fraas (1844–1872). Sein Großvater war der Landschaftsmaler Max Haushofer Senior; zur Familie gehörten noch die Geschwister Marie (1871–1940) und Alfred (1872–1943). Nach dem Tod der Mutter 1872 übernahm die Großmutter Adele Fraas (1819–1889) die Erziehung der Kinder. Nach Absolvierung des humanistischen Gymnasiums trat Karl Haushofer 1887 zunächst als Einjährig-Freiwilliger in das 1. Feldartillerie-Regiment „Prinzregent Luitpold“ der Bayerischen Armee ein. Im Jahr darauf wurde er Dreijährig-Freiwilliger und Offiziers-Aspirant. Er erhielt eine hervorragende Beurteilung. Nach dem Besuch der Kriegsschule folgte 1889 seine Beförderung zum Sekondeleutnant. Von 1890 bis 1892 absolvierte er die Artillerie- und Ingenieurschule. Daran schloss sich 1895 der Besuch der Bayerischen Kriegsakademie an.
In dieser Zeit lernte er Martha Mayer-Doss (1877–1946) kennen, Tochter eines 1882 vom Judentum zum Katholizismus übergetretenen Tabakfabrikanten aus Mannheim, die er 1896 in der Wallfahrtskirche St. Anton oberhalb von Partenkirchen heiratete. Die 19-jährige Braut war sehr sprachbegabt, beherrschte Englisch und Französisch, und hatte großes Interesse an politischen Fragen, frauenrechtlichen Themen und dem aktuellen Geschehen um sie herum. Das stand etwas im Gegensatz zu Karl Haushofers Vorstellungen, aber er duldete es. Aus der Ehe gingen die Söhne Albrecht (1903–1945) und Heinz (1906–1988) hervor.
Im Jahre 1898 beendete Karl Haushofer die Kriegsakademie, die ihm die Qualifikation für den Generalstab, die Höhere Adjutantur und das Lehrfach zusprach. Im Anschluss daran wurde er Adjutant der 1. Feldartillerie-Brigade und 1899 für zwei Jahre zum Generalstab kommandiert. 1901 kehrte Haushofer als Hauptmann zu seinem Stammregiment zurück und war hier für drei Jahre als Batteriechef tätig. 1904 folgte seine Versetzung zur Zentralstelle des Generalstabs sowie die Kommandierung an die Kriegsakademie. Haushofer unterrichtete dort den 37. Lehrgang in Kriegsgeschichte und Geschichte der Kriegskunst, wurde jedoch 1907 mitten im Semester zum Generalstab der 3. Division in Landau in der Pfalz versetzt, was er als Strafmaßnahme empfand. Im April 1907 starb dann auch noch sein Vater.
Diese Ereignisse stürzten Karl Haushofer in eine ernsthafte Krise. Er haderte mit dem „Militärischen“, das nicht mehr seinem Interesse entspreche, sehnte sich nach der Lehrtätigkeit zurück und suchte nach Möglichkeiten einer anderen Berufslaufbahn. Mit dem in seinem Alter erreichten Dienstgrad als Hauptmann sah er keine weiteren Entwicklungsmöglichkeiten. Er plante, sich auf die freiwerdende Stelle des Militärattachés in Konstantinopel zu bewerben, nahm davon jedoch Abstand, als er erfuhr, dass es fast ausschließlich um die Wahrnehmung repräsentativer Aufgaben gehe. Kurze Zeit später trug ihm der Mitarbeiter des Generalstabes Heinrich Graf von Luxburg (1874–1960) Informationen über eine Ausschreibung für eine Inspektionsreise nach Japan zu. Auch hierfür konnte er sich nur schwer entscheiden. Erst auf Drängen seiner Ehefrau Martha Haushofer gab er seine Bewerbung, fast zu spät, ab.

## Aufenthalt in Japan
Am 24. Juni 1907 erhielt Karl Haushofer davon Kenntnis, dass er für diesen Auslandsauftrag ausgewählt worden war. Es blieben ihm nun noch knapp 16 Monate bis zur Einschiffung. Mit der Abgabe der Bewerbung stand fest, dass ihn seine Ehefrau begleiten würde. „Ich war ja die treibende Kraft bei dem Entschluss gewesen“ vertraute sie ihrem Reisetagebuch an. Von Beginn an war sie in die Reisevorbereitungen mit einbezogen. Die benötigte Fachliteratur stellte sie zusammen. Sie fertigten Länderskizzen an, prüften mögliche Kontakte und Konsultationspartner im Vorfeld. Doch mit dem Erlernen der japanischen Sprache tat er sich recht schwer, während Martha recht gut zurechtkam.
Zur Reisegruppe gehörten außer Karl und Martha Haushofer nur der bereits erwähnte Heinrich Graf von Luxburg und der Strafrechtler und Cousin von Martha, Max Ernst Mayer (1875–1923). Martha führte ein Tagebuch, um die vielen neuen und wissenschaftlich verwertbaren Kenntnisse recht authentisch festzuhalten. Für Karl Haushofer bestand das Ziel der Reise darin, die politische und militärische Situation in den besuchten Ländern genau zu studieren, zur Festigung der Beziehungen dieser Länder mit Deutschland beizutragen und dabei mögliche strategische Partnerschaften zu überprüfen. In Japan war vorgesehen, ihn zunächst an der deutschen Botschaft in Tokio und anschließend bei einem japanischen Feldartillerieregiment, in der Nähe von Kyoto, als militärischen Beobachter einzusetzen.
Am 19. Oktober 1908 bestieg man in Genua den Reichspostdampfer „Goeben“. Jahrzehnte später schrieb Stefan Zweig in seinen Erinnerungen Die Welt von Gestern: „Von Kalkutta aus nach Hinterindien und auf einem Flußboot den Irawadi hinaufsteuernd, war ich täglich stundenlang mit Karl Haushofer und seiner Frau zusammen, der als deutscher Militärattaché nach Japan kommandiert war. Dieser aufrechte, hagere Mann […] gab mir die erste Einsicht in die außerordentlichen Qualitäten und die innere Zucht eines deutschen Generalstabsoffiziers. […] Haushofer […] kam aus einer kultivierten, gutbürgerlichen Familie […] und seine Bildung war auch jenseits des Militärischen universal. Beauftragt, die Schauplätze des russisch-japanischen Krieges an Ort und Stelle zu studieren, hatten sowohl er als seine Frau sich mit der japanischen Sprache, ja auch Dichtung, vertraut gemacht […]. Er arbeitete auf dem Schiff den ganzen Tag, verfolgte mit dem Feldstecher jede Einzelheit, schrieb Tagebücher oder Referate, studierte Lexika; selten habe ich ihn ohne ein Buch in Händen gesehen. Als genauer Beobachter wußte er gut darzustellen; ich lernte von ihm im Gespräch viel über das Rätsel des Ostens, und heimgekehrt, blieb ich dann mit der Familie Haushofer in freundschaftlicher Verbindung; wir wechselten Briefe und besuchten einander in Salzburg und München.“
Über Singapur und Hongkong erreichte man nach vier Monaten, am 19. Februar 1909, Japan und wurde in Tokio durch Angehörige der deutschen Botschaft begrüßt. Die ursprünglich für Karl Haushofer vorgesehene Beschäftigung an der Botschaft oder dem Attachébüro kam nicht zustande, da er sich auf Grund seines Dienstgrades als Major dem amtierenden Militärattaché, Hauptmann Paul Walter Bartels, hätte unterordnen müssen. Ein solches Ansinnen lehnte er brüsk ab und der amtierende Geschäftsträger der Gesandtschaft Alfons Mumm von Schwarzenstein (1859–1924) bestätigte, dass für Haushofer auch keine Notifizierung beim japanischen Außenministerium erfolgen werde. Schließlich hielt er sich nur 7 Wochen in Tokio auf, in denen er mit hohen Amtsträgern Japans und Führern der Japanischen Armee bekannt gemacht wurde. Danach ging es weiter in das südwestliche Japan in Begleitung des Dolmetschers Murata, da Karl Haushofer mit der japanischen Sprache nicht zurechtkam. Die Regenzeit verbrachten sie in Kyoto und kamen in der Region um den Fujiyama im August 1909 an. Auf dieser Reiseetappe hatte Karl Haushofer mit erheblichen Depressionen zu kämpfen. Zukunftsängste plagten ihn, und da er sich noch nie längere Zeit an fremden Orten wohlgefühlt hatte, befiel ihn ein heftiges Heimweh. Das führte ihn zeitweilig fast bis zur Handlungsunfähigkeit. Seine Stimmung hellte sich erst wieder im September auf, als er beim Besuch der Mandschurei zahlreiche japanische Offiziere der Besatzungstruppen kennenlernte. Hier war er als bayrischer Offizier gefragt. Er erfuhr vom Fortschritt des Aufbaus der südmandschurischen Eisenbahn, besichtigte Militärobjekte in Tianjin, tauschte Militärerfahrungen über die Kriegshandlungen Japans gegenüber China und Russland aus und lernte hier auch den Sekretär der japanischen Kolonialvertretung Honda Kumatarō kennen, der 1924 japanischer Botschafter in Berlin wurde.
Weiter führte die Reise zum eigentlichen Bestimmungsort Fushimi-ku (Kyōto), wo in der Nähe das Artillerieregiment stationiert war. Während dieser Zeit war Karl Haushofer wie ausgewechselt. Mit dem dort tätigen japanischen Militär verstand er sich wie auf Augenhöhe. Es gab viele fachliche, technische und auch militärische Themen, die für beide Seiten von großem Interesse waren. Von hier aus trat man dann am 15. Juni 1910 die Rückreise an: über Wladiwostok, Irkutsk, Moskau und Warschau nach München.
Auf der Reise erkrankte Karl Haushofer und kam am 15. Juli 1910 mit erheblichen Beschwerden in München an. Hier musste er sich einer Blinddarm- und Leistenoperation unterziehen und schwebte zeitweilig in Lebensgefahr. Die Anfertigung des pflichtgemäßen Reiseberichtes musste er vom Krankenlager aus, mittels Diktat und gemeinsamer Ergänzungen, in die Hand seiner Frau legen. Auch in den beiden Folgejahren konnte Karl Haushofer weder seine Beschäftigung an der Kriegsakademie noch beim 11. Feldartillerie-Regiment voll ausfüllen, da er weiter mit erheblichen gesundheitlichen Beeinträchtigungen zu tun hatte. Das führte dahin, dass er sich im April 1912 für 18 Monate ohne Sold beurlauben ließ. Verstärkend hinzu kam eine erneute Verstimmung darüber, im Alter von Mitte 40 weiterhin „nur“ Major zu sein.
Mit fortschreitender Genesung und tatkräftiger Unterstützung seiner Ehefrau begann er als aktiver Offizier mit seiner Promotionsarbeit. Eingereicht wurde sie am 13. November 1913 unter dem Thema: „Der deutsche Anteil an der geographischen Erschließung Japans und des Subjapanischen Erdraumes und deren Förderung durch Krieg und Wehrpolitik“. Doktorvater war Erich von Drygalski. Kurz darauf erschien im Verlag E. S. Mittler und Sohn das erste Buch von Karl Haushofer „Dai Nihon“. Hier waren seine Betrachtungen über ein Groß-Japan niedergelegt und selbstverständlich die während der Reise gesammelten Erfahrungen und Gesprächsergebnisse eingeflossen. Großen Anteil hatte wiederum seine Ehefrau, der er das Werk widmete. Es war „das erste Buch gemeinsamer Arbeit“ wie beide unabhängig voneinander feststellten. Für Karl Haushofer war es der entscheidende Schritt, von nun an eine wissenschaftliche Karriere einzuschlagen.

## Entwicklung als Wissenschaftler
Der Ausbruch des Ersten Weltkriegs bescherte Karl Haushofer eine Blitzkarriere. Als Stabsoffizier im 7. Feldartillerie-Regiment „Prinzregent Luitpold“ war er an den Kämpfen in Lothringen und Frankreich beteiligt. Noch 1914 wurde er zum Oberstleutnant befördert und erhielt das Eiserne Kreuz 2. Klasse. Im weiteren Kriegsverlauf wurde er Ende Mai 1915 Kommandeur des Reserve-Feldartillerie-Regiments 9 und kam mit dem Regiment in Polen, im Elsass sowie in Rumänien zum Einsatz. Als Oberst gab Haushofer das Regiment im April 1917 ab und fungierte bis zum Kriegsende als Artilleriekommandeur der 30. Reserve-Division in Lothringen. Nach dem Waffenstillstand von Compiègne und Rückführung in die Heimat wurde Haushofer mit dem Charakter als Generalmajor 1919 zur Disposition gestellt. Er nahm seinen Abschied von der bayerischen Armee.
Während des Krieges hatte das Ehepaar Haushofer über aktuelle politische Bücher, gemeinsame Arbeiten und die mögliche Zukunft nach dem Kriegsende korrespondiert. Dabei vergaßen sie nicht, die während der Japanreise geschlossenen Kontakte zu pflegen. Bereits 1919 habilitierte Karl Haushofer sich an der Universität München im Fach Geographie. Von mehreren Universitäten erhielt er in dieser Zeit Angebote für einen Lehrstuhl, beispielsweise aus Leipzig und Tübingen, die er nicht annahm, da er Bayern nicht verlassen wollte. Das Geographische Institut der Universität München bot ihm 1921 eine Honorarprofessur an. Im gleichen Jahr erschien sein Buch „Das Japanische Reich in seiner geographischen Entwicklung“. Kennzeichnend ist für diese Zeit in den wissenschaftlichen Arbeiten, Korrespondenzen und Gesprächen Karl Haushofers ein Bemühen, Japan als Vorbild für Deutschland im Bereich der militärischen Entwicklung darzustellen, während er in zahlreichen anderen Sphären, die Realität ausblendend, beiden Ländern eine ähnliche Entwicklung und Zukunftsperspektive attestierte. Vor allem war er durch seine Kontakte über beide Botschaften und sein Netzwerk in Japan stets aktuell informiert. Viele Japaner besuchten ihn und seine Ehefrau während ihres Deutschlandaufenthaltes. So 1921 der japanische Staatsrechtler Takarabe Seiji (1881–1940), 1925 der japanische Wirtschaftswissenschaftler Hira Yasutaro (1896–1970). Das wurde ab 1924 dadurch intensiviert, dass ihr früherer Gesprächspartner in der Mandschurei Honda Kumataro Botschafter Japans in Berlin wurde. Im Gegenzug bemühte sich Karl Haushofer, das vordergründig militärische Interesse der Japaner an Deutschland kurz nach dem Krieg durch Kontaktempfehlungen mit zu unterstützen. In relativ dichten Zeitrelationen erschienen mehrere Veröffentlichungen aus seiner Feder wie: die Länderkunde „Japan und die Japaner“, das Buch „Südostasiens Wiederaufstieg und Selbstbestimmung“ – beide 1923 und ein Jahr darauf „Das japanische Reich in seiner geografischen Entwicklung“ sowie „Geographie des pazifischen Ozeans. Studie über die Wechselbeziehungen zwischen Geographie und Geschichte“. Durch die damit verbundenen Aktivitäten, öffentlichen Auftritte, Veröffentlichungen und die Lehrtätigkeit galt Karl Haushofer inzwischen als ausgewiesener „Japankenner“. Überhaupt war seine bis dahin eingeschlagene akademische Karriere undenkbar ohne seine intensiven Beziehungen nach Japan und ohne das Mitwirken seiner Ehefrau Martha, die durch gezielte Recherchen, Übersetzungen, Korrespondenzen sowie weitere Aktivitäten seine wissenschaftliche Arbeit maßgeblich unterstützte.
In diesem Zusammenhang gehörte er zu den Begründern einer neuen Geopolitik, die sich auf Friedrich Ratzel berief. Die Geopolitiker übernahmen den Begriff „Lebensraum“ aus der Biologie und übertrugen ihn auf ihre machtpolitischen Überlegungen in den Beziehungen zwischen Großmächten und kleineren Staaten. Die Gefahr eines politischen Missbrauchs dieser scheinwissenschaftlichen Ansätze ignorierten sie zumeist. Besonders deutlich wurde das in Karl Haushofers 1925 erschienenem Buch „Geopolitik des pazifischen Ozeans“, in dem er für Japan eine strategische Vorreiterrolle im asiatischen Raum begründete. Das war verbunden mit zahlreichen Diskussionen über die Zukunftsoptionen eines Bündnisses zwischen Berlin, Moskau und Tokyo, die er in der Öffentlichkeit führte und in Lehrveranstaltungen vertrat.
Im Jahre 1919 lernte Haushofer Rudolf Heß über einen ehemaligen Frontkameraden kennen. Dieser studierte bei ihm und war auch zeitweilig als sein Assistent tätig. Im Haus des Ehepaares Haushofer war er ein gern und oft gesehener Gast, mit dem Karl Haushofer eine freundschaftliche Verbundenheit pflegte. Als Heß wegen seiner Beteiligung am Hitler-Putsch 1923 zusammen mit Adolf Hitler in Landsberg am Lech inhaftiert und dort von Haushofer mehrmals besucht wurde, kam es auch zu Kontakten zwischen ihm und Hitler. Eine nähere Beziehung zwischen Haushofer und Hitler lässt sich jedoch nicht nachweisen, auch wenn Hitler in Mein Kampf, das er in Landsberg unter Heß’ Mitwirkung als Sekretär verfasste, geopolitische Thesen aufgriff. Im April 1924 und im April 1927 nahm Karl Haushofer als Redner an Führertagungen des Bundes Oberland auf Burg Hoheneck (Ipsheim) teil.
Ab 1924 war Haushofer in Deutschland Mitherausgeber der „Zeitschrift für Geopolitik“, im Jahr 1927 promovierte Heinrich Gattineau bei ihm.
Am 2. August 1925 strahlte die Deutsche Stunde in Bayern (ab 1931 Bayerischer Rundfunk) zwischen 20:15 und 20:45 Uhr erstmals Haushofers Rundfunkreihe „Der weltpolitische Monatsbericht“ aus. Hier machte er sich dafür stark, die Geowissenschaften näher an die Politik zu rücken. Bei seinen geopolitischen Ausführungen spielte die den Nationalsozialisten nahestehende Idee einer raumbezogenen Determiniertheit die zentrale Rolle. Die Sendung wurde, weil sie „gelegentlich recht einseitig und unlebendig“ war, nach sechs Jahren, im September 1931, wieder aus dem Programm genommen. Unmittelbar nach ihrer Machtergreifung kamen die Nationalsozialisten auf Haushofer zurück und sendeten ab Juni 1933 seinen weltpolitischen Monatsbericht auf einem privilegierten, nämlich deutschlandweiten Sendeplatz, als Reichssendung.

## Neue Chancen und zunehmende Risiken ab 1933
Die Zeit des Nationalsozialismus in Deutschland begann 1933 für Karl Haushofer und seine Familie mit sehr deutlichen Signalen. Mitte März fand auf Grund einer Denunziation wegen verbotenen Waffenbesitzes eine Hausdurchsuchung durch die bayrische Polizei statt. Er erhielt Anfang des Jahres die Stelle, den Titel und Rang eines Ordentlichen Professors an der Universität München. Sein Plan, hier auch einen Lehrstuhl für Geopolitik zu eröffnen, scheiterte an der Ablehnung durch den bayerischen Kultusminister Hans Schemm (1891–1935). Haushofer gehörte 1933 zu den Gründungsmitgliedern der nationalsozialistischen Akademie für Deutsches Recht Hans Franks. Besonders schwierig war, dass nach den nationalsozialistischen Rassegesetzen Martha Haushofer als „Halbjüdin“, die beiden Söhne Albrecht und Heinz als „Vierteljuden“ eingestuft wurden. Sie waren dadurch gefährdet, vor allem soweit es um öffentlich wirksame Aktivitäten ging. Der inzwischen zum Stellvertreter des Führers avancierte Rudolf Heß stellte auf Bitten einen sogenannten „Schutzbrief“ aus, der zumindest vor Zugriffen und direkten Verfolgungen etwas Sicherheit bot. In den Jahren 1934 bis 1937 war Karl Haushofer Präsident der Deutschen Akademie. In der 1935 gegründeten Deutsch-Englischen Gesellschaft wurde er Vorstandsmitglied. Von 1938 bis 1941 war er, als Nachfolger des zum Rücktritt gezwungenen Hans Steinacher, Leiter des nun gleichgeschalteten Volksbundes für das Deutschtum im Ausland. Dadurch wurde er den offiziellen Stellen im Deutschen Reich gegenüber stets als Parteigenosse geführt, ohne jedoch selbst Mitglied der NSDAP zu sein. Dieser mitunter skurril anmutenden „Sonderstellung“ war sich Karl Haushofer nicht immer bewusst. Wo er einen vermeintlichen Nutzen für sich sah, spielte er diese Karte geschickt aus. Aber sie barg auch enorme Gefahren, vor allem dort, wo er sich nicht in Übereinstimmung mit den politischen und strategischen Zielen des Führungsstabes um Adolf Hitler befand. Nicht immer half ihm dabei, sich auf einen „rein militärischen Standpunkt“ zurückzuziehen, was er nach 1933 vordergründiger tat.
Mehr und mehr sah Karl Haushofer seine persönliche Rolle in der eines Mittlers „zwischen Ost und West“ – sprich zwischen Japan und Deutschland. Durch sein intensives Netzwerk in Japan zu unterschiedlichen Gesellschaftsgruppen, zu denen sowohl Politiker, Vertreter der Wissenschaft, der Wirtschaft und des Militärs gehörten, konnte er beispielsweise auf japanischer Seite die starken rassistischen Komponenten der nationalsozialistischen Politik oder die durch den Abschluss des deutsch-sowjetischen Nichtangriffspaktes hervorgerufenen Irritationen abmildern. Ebenso galt er in nationalsozialistischen Regierungskreisen Deutschlands als Japankenner, auch wenn seine Positionen nicht immer in Übereinstimmung mit den Zielen Adolf Hitlers standen. Das führte bereits um 1934 zu engen Beziehungen zum damaligen außenpolitischen Berater Adolf Hitlers Joachim von Ribbentrop (1893–1946). So stellte Karl Haushofer seine Informationen und zum Teil auch das japanische Netzwerk zur Verfügung, um mögliche Bündnisvarianten für Deutschland abzuprüfen. Darüber hinaus wurde auch der älteste Sohn Albrecht Haushofer als Mitarbeiter des Büros Ribbentrop, ausgestattet mit Geheimaufträgen in Japan tätig. Insofern war Karl Haushofer mitbeteiligt am Zustandekommen des Antikominternpaktes zwischen Deutschland und Japan 1936. Nach mehreren vergeblichen Anläufen bemühte sich Karl Haushofer 1938 am Rande einer Veranstaltung mit Adolf Hitler, diesen unter vier Augen vor weiteren militärischen Aktivitäten nach dem Münchener Abkommen zu warnen und geeignete Bündnisse für Deutschland im asiatischen Raum aufzuzeigen. Dieses Gespräch wurde von Hitler brüsk abgebrochen. Infolgedessen wurde Haushofer immer deutlicher in seinen geopolitischen Aktivitäten und Forschungen beschnitten. Dennoch erschien noch im gleichen Jahr eine verbesserte Neuauflage seines Buches „Geopolitik des Pazifischen Ozeans“, in dem er vor allem Japan dieselbe Vorreiterrolle für Asien zudachte, die nach seinen Vorstellungen Deutschland in Europa spielen sollte. Als dritte Achsenmacht setzte er dabei auf die Sowjetunion.
Im Februar 1939 beendete Karl Haushofer seine Tätigkeit als Hochschullehrer. Dem Nationalsozialismus, mit dem er vor allem durch die Freundschaft mit Rudolf Heß lange verbunden war, stand er in dieser Zeit bereits kritisch gegenüber. Nach Rudolf Heß’ Flug nach Großbritannien am 10. Mai 1941 verlor Haushofer jeglichen Einfluss und geriet darüber hinaus ins Visier der Gestapo. Er und sein Sohn Albrecht wurden verhaftet und als mögliche Mitwisser Verhören unterzogen, die zum Teil SD-Chef Reinhard Heydrich selbst führte. Der Ausbruch des Zweiten Weltkrieges stürzte Karl Haushofer dann in eine schwere Depression. Er zog sich auf den Hartschimmelhof der Familie zurück, seine letzte Veröffentlichung „Das Reich. Großdeutsches Werden im Abendland“ erschien 1943. Albrecht Haushofer wurde am 7. Dezember 1944 als Mitbeteiligter an den Vorbereitungen des Attentats auf Hitler vom 20. Juli 1944 verhaftet und in der Nacht zum 23. April 1945 von der SS außerhalb des Gefängnisses ermordet. Auch der jüngere Sohn Heinz war zeitweilig inhaftiert. Karl Haushofer wurde ebenfalls in Haft genommen und verbrachte anschließend einen Monat als Häftling in Dachau. Nach seiner Entlassung war er seelisch, aber auch körperlich stark mitgenommen und erlitt 1945 einen Herzinfarkt. Im Rahmen des Nürnberger Prozesses gegen die Hauptkriegsverbrecher kam es Anfang 1946 zu einer Gegenüberstellung Haushofers mit Heß, der behauptete, Haushofer nicht zu kennen.
In der Nacht vom 10. auf den 11. März 1946 töteten Karl Haushofer und seine Frau Martha sich an einer abgelegenen Stelle ihres Hartschimmelhofes mit Arsen. In der hinterlassenen „Erklärung an unseren Sohn Heinz und unseren Familien-Anwalt Dr. Carl Beisler“ nannte Karl Haushofer als Grund für den gemeinsamen Suizid „unheilbare Trauer um das Schicksal von Land und Volk, dem ich vergeblich meine ganze Lebensarbeit geweiht hatte; und um den vorzeitigen Tod unseres Sohnes Albrecht, in dem ich den Erben meines wissenschaftlichen Werkes verloren habe“. Die Eheleute wurden auf dem privaten Friedhof des Hartschimmelhofes beigesetzt.

## Rezeption
In der Nachkriegsrezeption des Haushofer-Werks herrschte lange Zeit Uneinigkeit. Für den Jesuiten Bruno Hipler war Haushofer der „ideologische Lehrmeister Hitlers und der geistige Vater der NS-Ideologie“. Frank Ebeling kommt zur entgegengesetzten Bewertung: Nationalsozialisten hätten Missbrauch mit Haushofers Geopolitik getrieben. Der Politikwissenschaftler Hans-Adolf Jacobsen vertritt in seiner Haushofer-Biographie die Position, Haushofer habe den Mächtigen im Dritten Reich allzu lange die Treue gehalten. Sein Einfluss auf Hitlers Denken werde jedoch überschätzt. Es habe der Geopolitik nicht bedurft, um Hitler auf Aggressionskurs zu bringen. Dem schließt sich Nils Hoffmann mit der Feststellung an: „Weit mehr als Raumvorstellungen prägten Rassevorstellungen das Gedankenbild des Diktators“.
Erneut aufgegriffen wurde Haushofers Werk durch den russischen Geopolitiker und ultranationalen Philosophen Aleksander Dugin.
Insgesamt kann heute, auf der Grundlage mehrerer aktueller Forschungsarbeiten zu den Entwicklungen zwischen beiden Weltkriegen, den Verflechtungen innerhalb des japanischen und deutschen Machtgefüges und zur Person Karl Haushofer festgestellt werden, dass die Rolle Haushofers als Geowissenschaftler und geistiger Urheber imperial-aggressiven Strebens besonders in der 1950er und 1960er Jahr stark überschätzt und populistisch überzeichnet wurde. Vielmehr ist seine Entwicklung eher ein Beispiel dafür, von welchen Zufällen, aber auch Netzwerken eine persönliche Karriere abhängig ist, bei Haushofer zum Beispiel nicht zuletzt von der intensiven Unterstützung durch seine Frau Martha. Dabei wird aber an zahlreichen Schnittstellen seiner Entwicklung deutlich, wie wenig planvolles und langfristiges Handeln seinen Weg prägte.

## Werke
- Zur Geopolitik der Selbstbestimmung. 1: Südostasiens Wiederaufstieg zur Selbstbestimmung. München, ohne Jahresangabe.
- Der deutsche Anteil an der geographischen Erschließung Japans und des subjapanischen Erdraumes und deren Förderung durch Krieg und Wehrpolitik. Dissertation Universität München 1913.
- Dai Nihon: Betrachtungen über Gross-Japans Wehrkraft, Weltstellung und Zukunft. E.S. Mittler und Sohn, Berlin 1913.
- Das Japanische Reich in seiner geographischen Entwicklung. L.W. Seidel & Sohn, Wien 1921. (Leicht veränderte Fassung der Habilitationsschrift) books.google.de
- Japan und die Japaner. 1923.
- Südostasiens Wiederaufstieg zur Selbstbestimmung. 1923.
- Geographie des pazifischen Ozeaniens. Studie über die Wechselbeziehungen zwischen Geographie und Geschichte, Vohwinckel Verlag Berlin, 1924
- Geopolitik des Pazifischen Ozeans. 1925.
- Grenzen in ihrer geographischen und politischen Bedeutung. 1927.
- Bausteine zur Geopolitik. Kurt Vowinckel, Berlin 1928.
- Japans Reichserneuerung von der Meiji-Ära bis heute. Walter de Gruyter & Co., Berlin 1930.
- Geopolitik der Pan-ideen 1931.
- Macht und Erde. 2: Jenseits der Großmächte. Herausgeber Karl Haushofer, 1932.
- Der nationalsozialistische Gedanke in der Welt. G.D.W. Callway, 1933.
- Japans Werdegang als Weltmacht und Empire. de Gruyter Verlag, Berlin 1933.
- Mutsuhito – Kaiser von Japan. Coleman, Lübeck 1933.
- Weltpolitik von heute. Zeitgeschichte-Verlag Wilhelm Andermann, Berlin 1934, Digitalisat.
- Raumüberwindende Mächte. Teubner Verlag Leipzig, 1934.
- Napoleon I. Coleman, Lübeck 1935.
- Kitchener. Coleman, Lübeck 1935.
- Foch. Coleman, Lübeck 1935.
- Die Großmächte vor und nach dem Weltkrieg. Herausgeber Karl Haushofer, Autoren des Bandes Hugo Hassinger, Otto Maull, Erich Obst, Kjellen Rudolf, 1935.
- Weltmeere und Weltmächte. Zeitgeschichte Verlag, Berlin 1937.
- Welt in Gärung. Zeitberichte deutsche Geopolitiker. Hrsg. von Gustav Fochler-Hauke. Deutscher Verlag für Politik und Wirtschaft Berlin; Breitkopf & Härtel, Leipzig 1937.
- Deutsche Kulturpolitik im indopazifischen Raum. Hoffmann & Campe, Hamburg 1939.
- Grenzen in ihrer geographischen und politischen Bedeutung. Vowinckel, Heidelberg u. a. 1939.
- Geopolitische Grundlagen. Industrieverlag Spaeth & Linde, Berlin, Wien, 1939.
- Japan baut sein Reich. Zeitgeschichte-Verlag Wilhelm Andermann, Berlin 1941.
- Das Werden des deutschen Volkes. Von d. Vielfalt der Stämme zur Einheit der Nation. Propyläen-Verlag, Berlin 1941.
- Der Kontinentalblock. Mitteleuropa, Eurasien, Japan. Eher Verlag, Berlin 1941.
- Wehr-Geopolitik: Geographische Grundlagen der Wehrkunde. Junker und Dünnhaupt Verlag, 1941.
- Das Reich. Großdeutsches Werden im Abendland. Habel, Berlin 1943.